# أديان يابانية جديدة

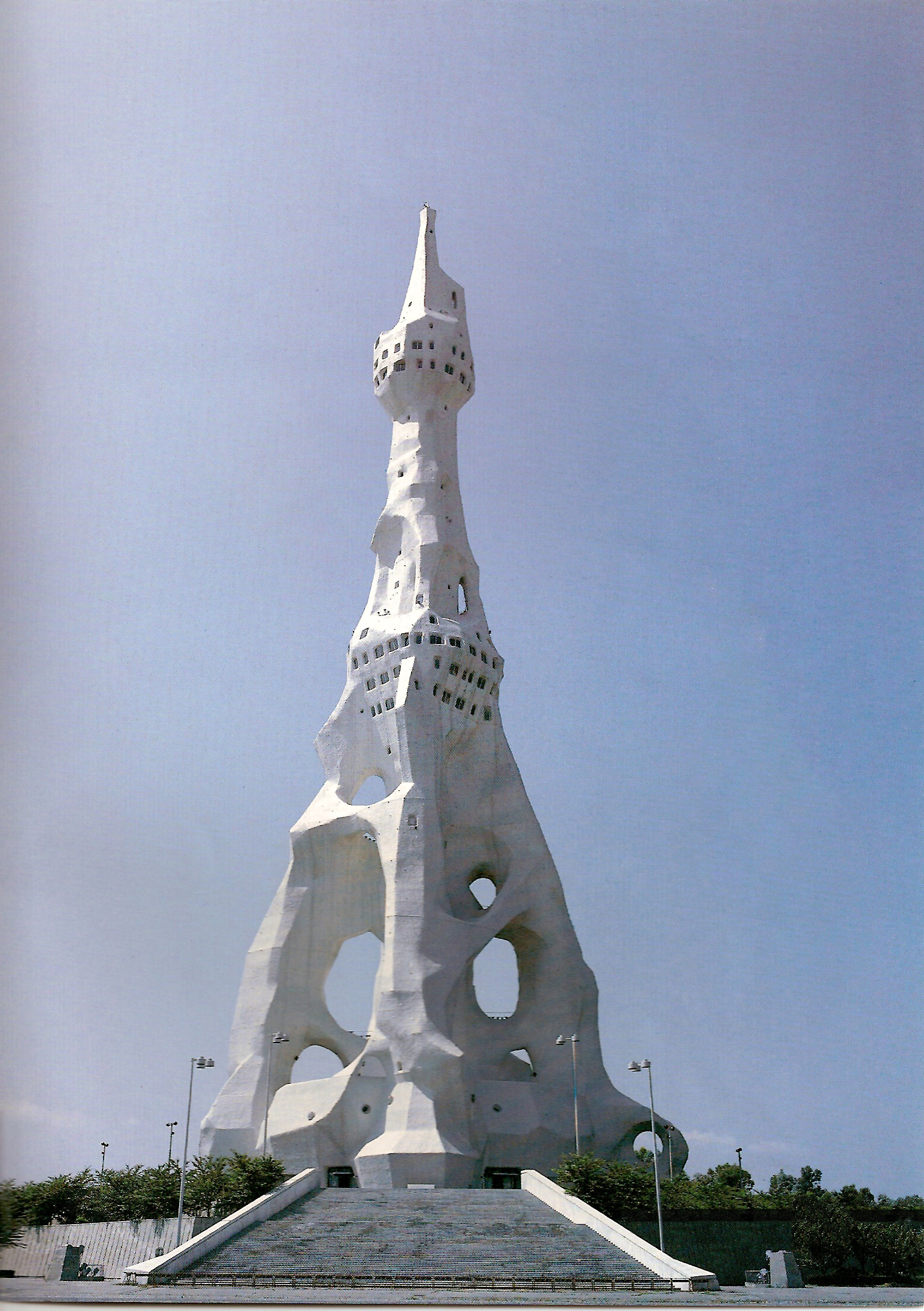
برج داي هيوا كينان بتو,،برج السلام التي بنتها كنيسة الحرية الكاملة

الأديان اليابانية الجديدة هي الحركات الدينية الجديدة التي أنشئت في اليابان. يطلق عليها باليابانية «شينشوكيو»(shinshūkyō (新宗教) أو شينكو شوكيو (shinkō shūkyō (新興宗教). يصنف الباحثون اليابانيون جميع المنظمات الدينية التي تأسست منذ منتصف القرن 19 «بالأديان الجديدة»؛ وهكذا يشير المصطلح إلى تنوعات كبيرة وعدد من المنظمات. اتت معظمها إلى حيز الوجود بين منتصف القرن العشرين وأواخره وقد تأثرت بالكثير من الديانات التقليدية والقديمة بما في ذلك الشنتو، والبوذية والهندوسية. كما تأثرت بالأفكار الغربية مثل المسيحية، الكتاب المقدس وكتابات نوستراداموس.

## قبل الحرب العالمية الثانية
تأثرت اليابان في ستينات القرن التاسع عشر بحالات كبيرة من الاضطرابات الاجتماعية وعمليات التحديث السريعة. كما أدت الصراعات الاجتماعية في العقد الأخير من فترة الإيدو، والمعروفة باسم باكوماتسو، إلى نشؤ بعض الحركات الدينية الجديدة. وكان من بينهم التنريكيويه، رالكوروزوميكيوية وواأوموتوية، والتي تسمى أحيانا نيهون صانداي شينكوشيو («ديانات اليابان الثلاثة الكبرى الجديدة»)، والتي كانت تتأثر تأثرا مباشرا بالشنتو (دين الدولة) وبالشامانية.
استمرت التوترات الاجتماعية في الازديات خلال فترة الميجي، التي أثرت على الممارسات والمؤسسات الدينية. التحويل لم يعد قانون فرض الإيمان التقليدي ساريا الذي رفع بعد 250 عاما من الحظر المفروض على المسيحية مما أتاح للمبشرين من إنشاء الكنائس المسيحية وإدخالها إلى اليابان. وقد انتهت نشاطات التوفيق بين الشنتو والبوذية واصبحت الشنتو دين الدولة مما أدى لفقدان البوذية اليابانية للحماية الحكومية التي تمتعت بها على مدى قرون. واجه الرهبان البوذيين صعوبات جذرية في الحفاظ على مؤسساتهم الدينية، وآصبحت أنشطتهم أيضا أقل تحفظا من السياسات الحكومية والقيود.
اتخذت الحكومة اليابانية موقف الحذر المريب جدا تجاه هذه الحركات الدينية وحاولت قمعها بشكل دوري. وكان القمعالحكومي شديدة خلال أوائل القرن 20th ، وخاصة من 1930s حتى أوائل 1940s، عندما نمت القومية اليابانية والدولة شنتو حيث ارتبطا ارتباطا وثيقا. تحت نظام الميجي، منع ازدراءالذات الملكية كما منع شتم الإمبراطور والبيت الإمبراطوري، وأيضا ضد بعض أهم مزارات الشنتو والتي كان من المعتقد أن تكون مرتبطة بقوة بالإمبراطور. عززت الحكومة سيطرتها على المؤسسات الدينية التي كانت تعتبر اداة لتقويض الدولة أو الشنتو أو القومية وقامت باعتقال بعض أعضاء وقادة الشينشوكيوية، بما في ذلك أونيسابورو ديكوتشي زعيم طائفة من الأومونو وتسونيسابورو ماكياغوتشي زغيم طائفة سوكا سوكا غاكاي، الذين اتهموا بازدراء الذات الملكية وقوانين السلام والحفاظ على القانون.

## بعد الحرب العالمية الثانية

### الخلفية
بعد أن خسرت اليابان الحرب العالمية الثانية، تغيرت الحكومة والسياسة اليابانية بشكل جذري خلال احتلال الحلفاء. فقد تم إلغاء الصفة الرسمية للشنتوكدين دولة، وتم تحويل معابد الشنتو إلى منظمات دينية، وفقدت الحماية الحكومية والدعم المالي. ومارست قوات الاحتلال الرقابة على جميع أنواع المنظمات والغت قمع الشينوشوكيوية.
دعت القيادة العامة للاحتلال العديد من المبشرين المسيحيين من الولايات المتحدة للقدوم إلى اليابان من خلال دعوة دوغلاس ماك آرثر الشهيرة لـ1,000 مبشر. واتى امبشرون من كل أطياف الكنائس المسيحية التقليدية والحديثة مثل شهود يهوه. نجحت شهود يهوه في النتشار واصبحت ثاني أكبر الطوائف المسيحية في اليابان بتداد يصل إلى 210,000 عضو (بعد الكاثوليكية التي تعدت الـ 500,000 عضو). ويعتبر شهود يهوه في اليابان الشينشوكويوية المسيحية، ليس فقط لأنها تأسست في القرن 19 مثل معظم الطوائف الشينشوكوية، ولكن أيضا بسبب الممارسات التبشيرية التي تنطوي على زيارات من باب إلى باب المتكررة.
على الرغم من تدفق المبشرين المسيحيين، فإن غالبية الشينشوكويين هم من البوذية أو الشنتو ذات الصلة بالطوائف الرئيسية مثل ريشو كوسي كاي وواشينيوإن. تتضمنالأهداف الرئيسية للشينكويوة الشفاء الروحي الفردي والرخاء والوئام الاجتماعي. اعتقد الكثيرون أيضا في قرب نهاية العالم أو على أقل تقدير بالتحول الجذري المحتوم. وكانت نساء الطبقة الوسطى هم أكثر من التحقوا بهذه الطائفة.
كان للسوكا غاكاي تأثير خاص على السياسة منذ عام 1964، بفضل حزب كوميتو التابع لها فيما سمي لاحق بكوميتو الجديد. في عام 1999 كان يقدر أن 10 إلى 20 في المائة من السكان اليابانيين كانوا أعضاء شينشوكيو.

### تأثير
بعد الحرب العالمية الثانية، تغيرت بنية الدولة تغيرا جذريا. فقبل الحرب العالمية الثانية، تم تقييد اللبرلمان الوطني وكانت القوة الحقيقية تقع على عاتق السلطة التنفيذية الذي يرأسه رئيس الوزراء المعين من قبل الإمبراطور. تحت الدستور اليابان، كان السلطة العليا لصنع القرار في شؤون الدولة بيد البرلمان الذي يتم انتخاب وجميع أعضائه من قبل الشعب. لا سيما في مجلس الشيوخ، كان يتم اختيار ثلث الأعضاء من خلال التصويت الوطني، وقد اكتشفت بعض المنظمات عن امكانية التأثير على السياسة الوطنية من خلال دعم بعض المرشحين. اوهكذا، أصبحت الشنشوكيوية واحدة من ما سمي «ألة تجميع الأصوات الانتخابية» في اليابان، خاصة بالنسبة للأحزاب المحافظة التي اندمجت في الحزب الديمقراطي الليبرالي في عام 1955.

## أمم أخرى
في 1950s، أوصلت اليابانية زوجات الجنود الأمريكيين السوكا غاكاي إلى الولايات المتحدة التي تطورت في 1970s واصبحت منظمة سوكا غاكاي الدولية التي جذبت أعضاء بتزايد متطرد بمتجنبة الكثير من الجدل التي واجهوها بعض الحركات الدينية الجديدة في الولايات المتحدة. امن أشهر أعضائها الموسيقي هيربي هانكوك والمغنية تينا تيرنر.
تم ادخال الشينشوكية إلى البرازيل لأول مرة في العشرينيات من القرن العشرين بين السكان اليابانيين المهاجرين. فوفي الخمسنيات والستينيات بدأت تصبح شعبية بين السكان الغير يابانيين.. في الستينيات، اعتمدت اللغة البرتغالية بدلا من اليابانية، بوصفها لغة التعليم والتواصل. كما بدأت تعلن عن نفسها باعتبارها فلسفة بدلا من اعتبارها دين من أجل تجنب الصراع مع الكنيسة الكاثوليكية الرومانية ومع غيرها من العناصر الاجتماعية المحافظة. بحلول عام 1988 وصل عدد أعضائها إلى أكثر من 2.4 مليون عضو في البرازيل، 85% منهم من أعراق غير يابانية.

## الإحصاءات
| الاسم                                                   | المؤسس                                                    | سنة التأسيس  | 1954      | 1974       | 1990                         | 2012        |
| ------------------------------------------------------- | --------------------------------------------------------- | ------------ | --------- | ---------- | ---------------------------- | ----------- |
| نيوراي-كيو (如来教)                                     | إيسون-نيوراي كينو (1756–1826)                             | 1802         | 75,480    | 33,674     | 27,131                       | 7,477       |
| كوروزومي-كيو (黒住教)                                   | مونيتادا كوروزومي (1780–1850)                             | 1814         | 715,650   | 407,558    | 295,225                      | 297,767     |
| تيري-كيو (天理教)                                       | ناكاياما ميكي (1798–1887)                                 | 1838         | 1,912,208 | 2,298,420  | 1,839,009                    | 1,199,652   |
| هومون بوتسورسو-شو (本門佛立宗)                          | ناغاماتسو نيسين (1817–1890)                               | 1857         | 339,800   | 515,911    | 526,337                      | 345,288     |
| كونكو-كيو (金光教)                                      | كونكو دايجين (1814–1883)                                  | 1859         | 646,206   | 500,868    | 442,584                      | 430,021     |
| ماروياما-كيو (丸山教)                                   | روكوروبي إيتو (1829–1894)                                 | 1870         | 92,011    | 3,200      | 10,725                       | 11,057      |
| أوموتو (大本)                                           | ناو ديكوتشي (1837–1918) آونيسابورو ديكوتشي (1871–1948)    | 1899         | 73,604    | 153,397    | 172,460                      | 169,525     |
| ناكاياما-شينكوشو-شو (中山身語正宗)                      | ماتسوتارو كيهارا (1870–1942)                              | 1912         | 282,650   | 467,910    | 382,040                      | 295,275     |
| هونميتشي (ほんみち)                                     | أونيشي أيجيزو (1881–1958)                                 | 1913         | 225,386   | 288,700    | 316,825                      | 318,974     |
| أينو-كيو (円応教)                                       | تشيوكو فوكادا (1887–1925                                  | 1919         | 71,654    | 266,782    | 419,452                      | 457,346     |
| ريو-كاي (霊友会)                                        | كوكوتارو كوبو (1892–1944)                                 | 1924         | 2,284,172 | 2,477,907  | 3,202,172                    | 1,412,975   |
| نينبو-شينكيو (念法眞教)                                 | أوغورا ريجن (1886–1982)                                   | 1925         | 153,846   | 751,214    | 807,486                      | 408,755     |
| كنيسة الحرية الكاملة (パーフェクト リバティー教団)      | مايكي توكوهارو (1871–1938) مايكي توكوتشيكا (1900–1983)    | (1925) 1946  | 500,950   | 2,520,430  | 1,259,064                    | 942,967     |
| سييتشو-نو-لي (生長の家)                                 | ماساهارو تانيغوتشي (1893–1985)                            | 1930         | 1,461,604 | 2,375,705  | 838,496                      | 618,629     |
| سوكا غاكاي (創価学会)                                   | تسوناسابورو ماغيكوتشي (1871–1944) جوسي تو دا (1900–1958)  | 1930         | 341,146   | 16,111,375 | 17,736,757                   | 20,000,000  |
| سيكاي كيوسي-كيو (世界救世教)                            | موكيتشي أوكادا (1882–1955)                                | 1935         | 373,173   | 661,263    | 835,756                      | 835,756     |
| شينيو-إن (真如苑)                                       | شينجو إيتو (1906–1956)                                    | 1936         | 155,500   | 296,514    | 679,414                      | 902,254     |
| كودو كيودان (孝道教団)                                  | شودو أوكانو (1900–1978)                                   | 1936         | 172,671   | 417,638    | 400,720                      | 184,859     |
| ريسشو كوسي-كاي (立正佼成会)                             | ميوكو ناغانوما (1889–1957) نيكيو نيوانو (1906–1999)       | 1938         | 1,041,124 | 4,562,304  | 6,348,120                    | 3,232,411   |
| تينشو كوتاي جينغو-كيو (天照皇大神宮教)                  | سايو كيتامورا 1900–1967)                                  | 1945         | 89,374    | 386,062    | 439,011                      | 479,707     |
| زينرين-كيو (善隣教)                                     | تاسوساي ريكيهيسا (1906–1977)                              | 1947         | 404,157   | 483,239    | 513,321                      | 132,286     |
| أوياما نيزومينوكوتو شينجي كيوكاي (大山ねずの命神示教会) | ساداو اينايي (1906–1988)                                  | 1948         |           | 59,493     | 826,022                      |             |
| بوشو غونينكاي كيودان (佛所護念会教団)                   | كايتشي سيكيغوتشي (1897–1961) سيكوغوتشي تومينو (1905–1990) | 1950         | 352,170   | 1,210,227  | 2,196,813                    | 1,277,424   |
| ميوشيكاي كيودان (妙智会教団)                            | ميتسو مياموتو (1900–1984)                                 | 1950         | 515,122   | 673,913    | 962,611                      | 709,849     |
| بياكو شينكو-كاي (白光真宏会)                            | ماساهيسا غوي (1916–1980)                                  | 1951         |           |            | 500,000                      |             |
| أغون-شو (阿含宗)                                        | سييو كيرياما (1921–)                                      | 1954         |           | 500        | 206,606                      | 353,890     |
| ريها-نو-هيكاري كيوكاي (霊波之光)                        | هايس يوشيو (1915–1984)                                    | 1954         |           |            | 761,175                      |             |
| جودوشينتشو شينران-كاي (浄土真宗親鸞会)                  | كينتيتسو تاكاموري (1934–)                                 | 1958         |           |            | 100,000                      |             |
| سيكاي ماهيكاري بونماي كيودان (世界真光文明教団)         | كوتاما أوكادا(يوشيكازو أوكادا) (1901–1974)                | 1959         |           |            | 97,838                       |             |
| هونبوشين (ほんぶしん)                                   | أونيشي تاما (1916–1969)                                   | 1961         |           |            | 900,000                      |             |
| جمعية نور الرب سوغو هونبو (GLA総合本部)                 | شينجاي تاكاهاشي (1927–1976)                               | 1969         |           |            | 12,981                       |             |
| شينجي شومي-كاي (神慈秀明会)                             | ميهوكو كوياما (1910–)                                     | 1970         |           |            | 1988: 440,000                |             |
| نيهون سيدو كيودان (日本聖道教団)                        | شوكو إيواساكي (1934–)                                     | 1974         |           |            | 69,450                       |             |
| ماغاك كينكيوجو (ESP科学研究所)و                         | كاتاو إيشيي (1918–)                                       | 1975         |           |            | 16,000                       |             |
| سوكيو ماهيكاري (崇教真光)                               | يوشيكازو أوكادا(1901–1974)                                | 1978         |           |            | 501,328                      |             |
| هو نو هانا (法の華三法行)                               | هوغين فوكوناغا (1945–)                                    | 1980         |           |            | 70,000                       |             |
| ياماتو-نو-ميا (大和之宮)                                | تينكي آجيكي (1952–)                                       | 1981         |           |            | 5,000                        |             |
| رفيق العالم (ワールドメイト)                            | سيجان فوكامي (1951–)                                      | 1984         |           |            | 30,000                       | 72,000      |
| العلم السعيد (幸福の科学)                               | ريوهو آوكاوا (1956–)                                      | 1986         |           |            | 1989: 13,300 1991: 1,527,278 | 1,100,000   |
| أوم شينريكو (オウム真理教)                              | شوكو أساهارا (1955–2018)                                  | 1987 (−2000) |           |            | 2005: 1,650                  | 2018: 1,950 |